# Albumtäcke
Albumtäcke, kallas en typ av kviltat sängtäcke. Det består av många enskilda tygkvadrater med olika motiv samlade från ett gemensamt ämnesområde. Albumtäckenas stora period inföll under 1800-talet.